# Eberhard Fritz
Eberhard Fritz (* 9. Dezember 1957 in Metzingen) ist ein deutscher Historiker und Archivar. Er forscht u. a. zum Pietismus in Württemberg. Fritz leitete von 1987 bis 2024 das Archiv des Hauses Württemberg in Altshausen.

## Leben
Eberhard Fritz wurde 2002 an der Universität-Gesamthochschule Paderborn mit einer Dissertation Radikaler Pietismus in Württemberg. Religiöse Ideale im Konflikt mit gesellschaftlichen Realitäten promoviert. Dafür erhielt er 2002 den Philipp-Matthäus-Hahn-Preis der Stadt Kornwestheim. Neben zahlreichen Aufsätzen zur Sozial- und Wirkungsgeschichte des Pietismus und des Radikalen Pietismus legte Fritz weitere Beiträge zu sozialgeschichtlichen Themen Württembergs vor. Er zeichnete die Geschichte des Hauses Württemberg nach, die Sozialgeschichte des königlichen Hofes in Württemberg (1806–1918), den Weinbau in Württemberg, die Entwicklung der ländlichen Gemeinde in Südwestdeutschland, die Geschichte der Deutschordenskommende Altshausen und des Dreißigjährigen Krieges.

## Mitgliedschaften
Fritz war von 2009 bis 2023 Vorstandsmitglied des Verbandes Deutscher Archivarinnen und Archivare und leitete die Fachgruppe der Adelsarchive. Er sitzt im Beirat des Württembergischen Geschichts- und Altertumsvereins. Seit 2005 ist er ordentliches Mitglied der Kommission für Geschichtliche Landeskunde Baden-Württemberg.

## Publikationen (Auswahl)
- „Dieweil sie so arme Leuth“. 5 Albdörfer zwischen Religion und Politik 1530–1750. Studien zur Kirchengeschichte der Dörfer Bernloch, Eglingen, Meidelstetten, Oberstetten und Ödenwaldstetten (= Quellen und Forschungen zur württembergischen Kirchengeschichte, Band 9). Calwer-Verlag, Stuttgart 1989, ISBN 3-7668-0799-4.
- mit Ilse Feller: Württemberg zur Königszeit. Die Fotografien des Herzogs Philipp von Württemberg (1838–1917) und andere Bilddokumente aus dem Archiv des Hauses Württemberg. Unter Mitarbeit von Joachim W. Siener. Konrad Theiss Verlag, Stuttgart 1990, ISBN 3-8062-0845-X.
- Die Verbesserung des Weinbaus in Württemberg unter König Wilhelm I. (1816–1864). Silberburg-Verlag, Tübingen/Stuttgart 1994, ISBN 3-87407-179-0.
- Radikaler Pietismus in Württemberg. Religiöse Ideale im Konflikt mit gesellschaftlichen Realitäten (= Quellen und Forschungen zur württembergischen Kirchengeschichte, Band 18). Bibliotheca academia Verlag, Epfendorf 2003, ISBN 3-928471-52-X (zugleich Dissertation, Paderborn 2002).
- Separatistinnen und Separatisten in Württemberg und in angrenzenden Territorien. Ein biografisches Verzeichnis. Arbeitsbücher des Vereins für Familien- und Wappenkunde, Stuttgart 2005, ISBN 3-934464-07-6.
- Familien in der Deutschordenskommende Altshausen. 1600–1807. Cardamina-Verlag Breuel, Plaidt 2012, ISBN 978-3-86424-048-5.
- Diener und Beamte am württembergischen Hof. 1806–1918. Ein biografisches Verzeichnis. Cardamina-Verlag Breuel, Plaidt 2012, ISBN 978-3-86424-065-2.
- Konrad Widerholt, Kommandant der Festung Hohentwiel (1634–1650). Ein Kriegsunternehmer im europäischen Machtgefüge. In: Zeitschrift für Württembergische Landesgeschichte 76 (2017), S. 217–268.
- Herrschaft und Untertanen in der Deutschordenskommende Altshausen. Alltag im Zeitalter der Kriege und Krisen (1618–1715). In: Ulm und Oberschwaben 60 (2017), S. 276–338.
- Bildung – Glaube – Seelenheil. Das Vermächtnis der Prinzessin Antonia von Württemberg. Die Teinacher Lehrtafel. Herausgegeben von Elisabeth Frister, Beiträge von Eberhard Fritz und Eva Johanna Schauer. Kunstverlag Josef Fink, 2. Auflage, Lindenberg im Allgäu 2018, ISBN 978-3-89870-885-2, Weitere Informationen.
- Der Dreißigjährige Krieg in Südwestdeutschland. Quellen aus Oberschwaben, dem westlichen Allgäu, der Bodenseeregion mit dem Hegau und der nördlichen Schweiz, den fürstenbergischen Herrschaften und dem Herzogtum Württemberg, 1618 bis 1632. Cardamina-Verlag Breuel, Koblenz 2022, ISBN 978-3-86424-571-8.
- Der Dreißigjährige Krieg in Südwestdeutschland. Quellen aus Oberschwaben, dem westlichen Allgäu, der Bodenseeregion mit dem Hegau und der nördlichen Schweiz, den fürstenbergischen Herrschaften und dem Herzogtum Württemberg, 1633. Cardamina-Verlag Breuel, Koblenz 2023, ISBN 978-3-86424-596-1.
- Der Dreißigjährige Krieg in Südwestdeutschland. Quellen aus Oberschwaben, dem westlichen Allgäu, der Bodenseeregion mit dem Hegau und der nördlichen Schweiz, den fürstenbergischen Herrschaften und dem Herzogtum Württemberg, 1634. Cardamina-Verlag Breuel, Koblenz 2023, ISBN 978-3-86424-608-1.